# Rahta Pimplas
Rahta Pimplas is een nagar panchayat (plaats) in het district Ahmednagar van de Indiase staat Maharashtra. 

## Demografie
Volgens de Indiase volkstelling van 2001 wonen er 19.024 mensen in Rahta Pimplas, waarvan 51% mannelijk en 49% vrouwelijk is. De plaats heeft een alfabetiseringsgraad van 72%. 